# Otte Krag
Otte Krag, född 1611, död 1666, var en dansk storman.
Krag ägnade sig efter en utländsk studieresa åt diplomatin, blev 1653 riksråd och sökte under svenska kriget 1657-58 organisera Fyns försvar och blev här tillfångatagen. På riksdagen i Köpenhamn 1660 var Krag en av oppositionens ledare men måste slutligen foga sig i den nya förhållandena, trots att han fortfarande räknades till enväldets motståndare.